# Xã Waring, Quận Ness, Kansas
Xã Waring (tiếng Anh: Waring Township) là một xã thuộc quận Ness, tiểu bang Kansas, Hoa Kỳ. Năm 2010, dân số của xã này là 100 người.